# 13 Scorpii
13 Scorpii (c² Scorpii) é uma estrela na direção da Scorpius. Possui uma ascensão reta de 16h 12m 18.21s e uma declinação de −27° 55′ 34.7″. Sua magnitude aparente é igual a 4.58. Considerando sua distância de 468 anos-luz em relação à Terra, sua magnitude absoluta é igual a −1.20. Pertence à classe espectral B2V.